# Röntgen-Gedächtnisstätte

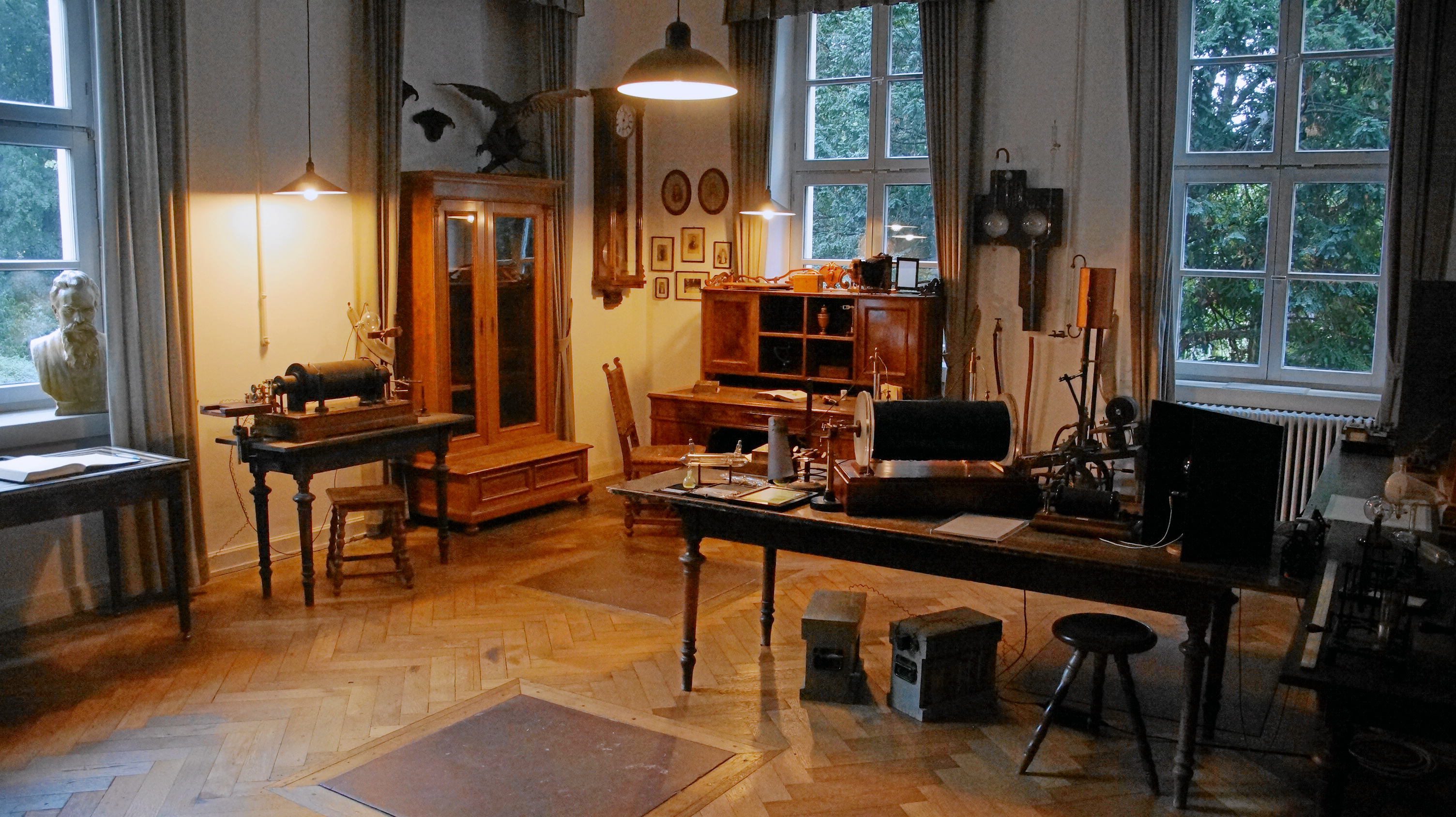
Röntgengedächtnisstätte, Röntgenring 8, Würzburg

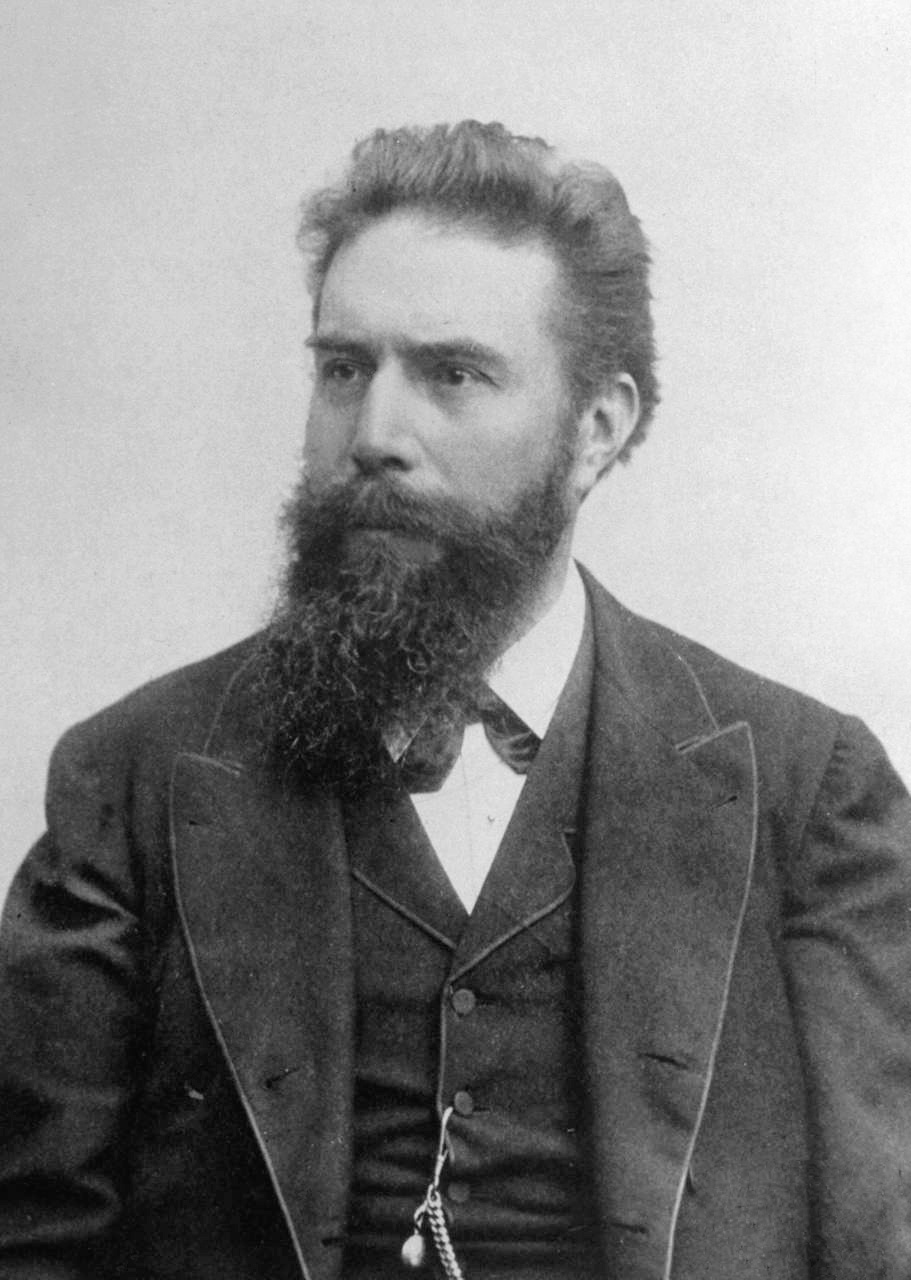
Wilhelm Conrad Röntgen

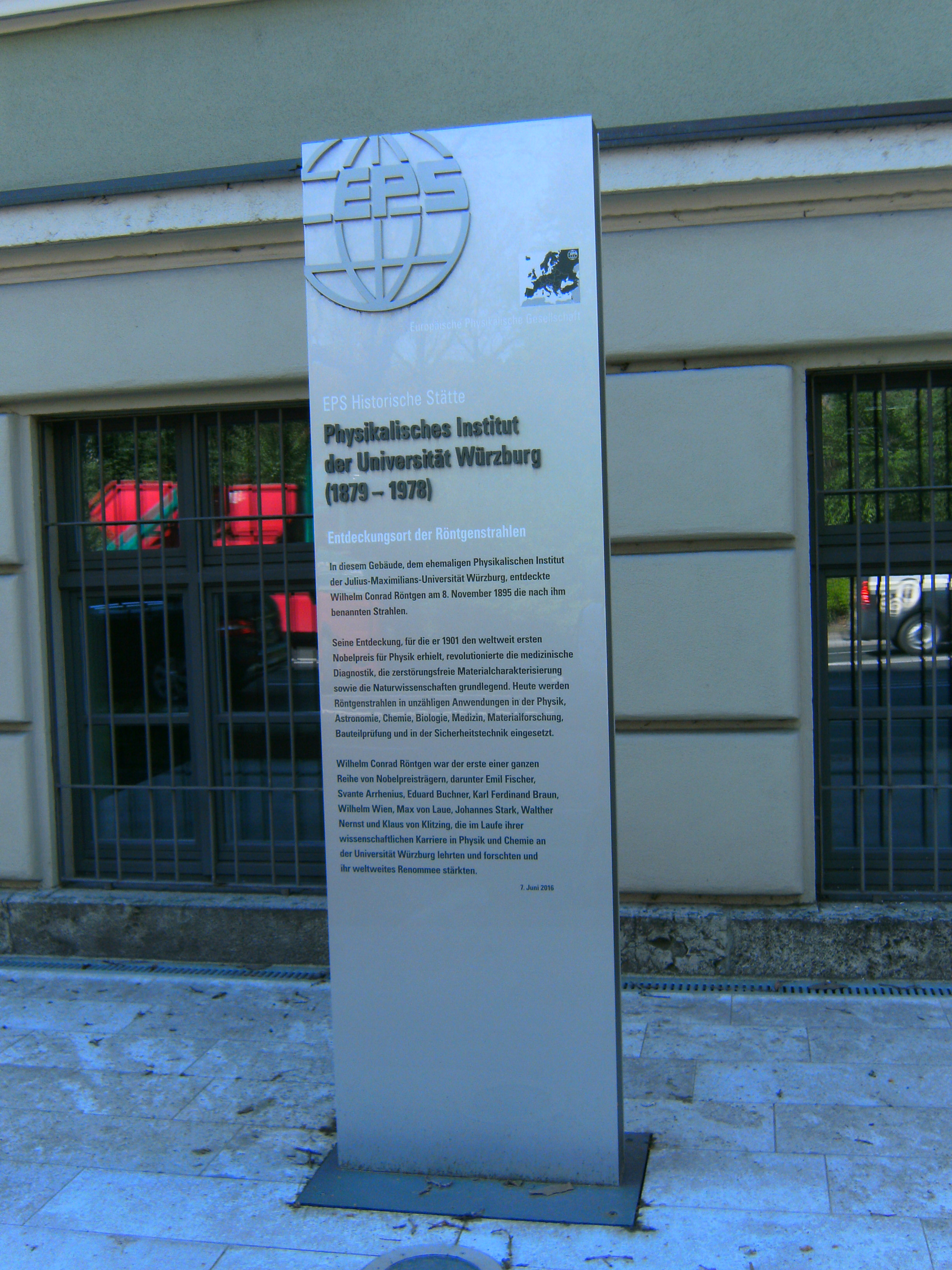
Würzburg, Röntgen-Gedächtnisstätte, Röntgenring 8: Informationsstele vor dem Museum

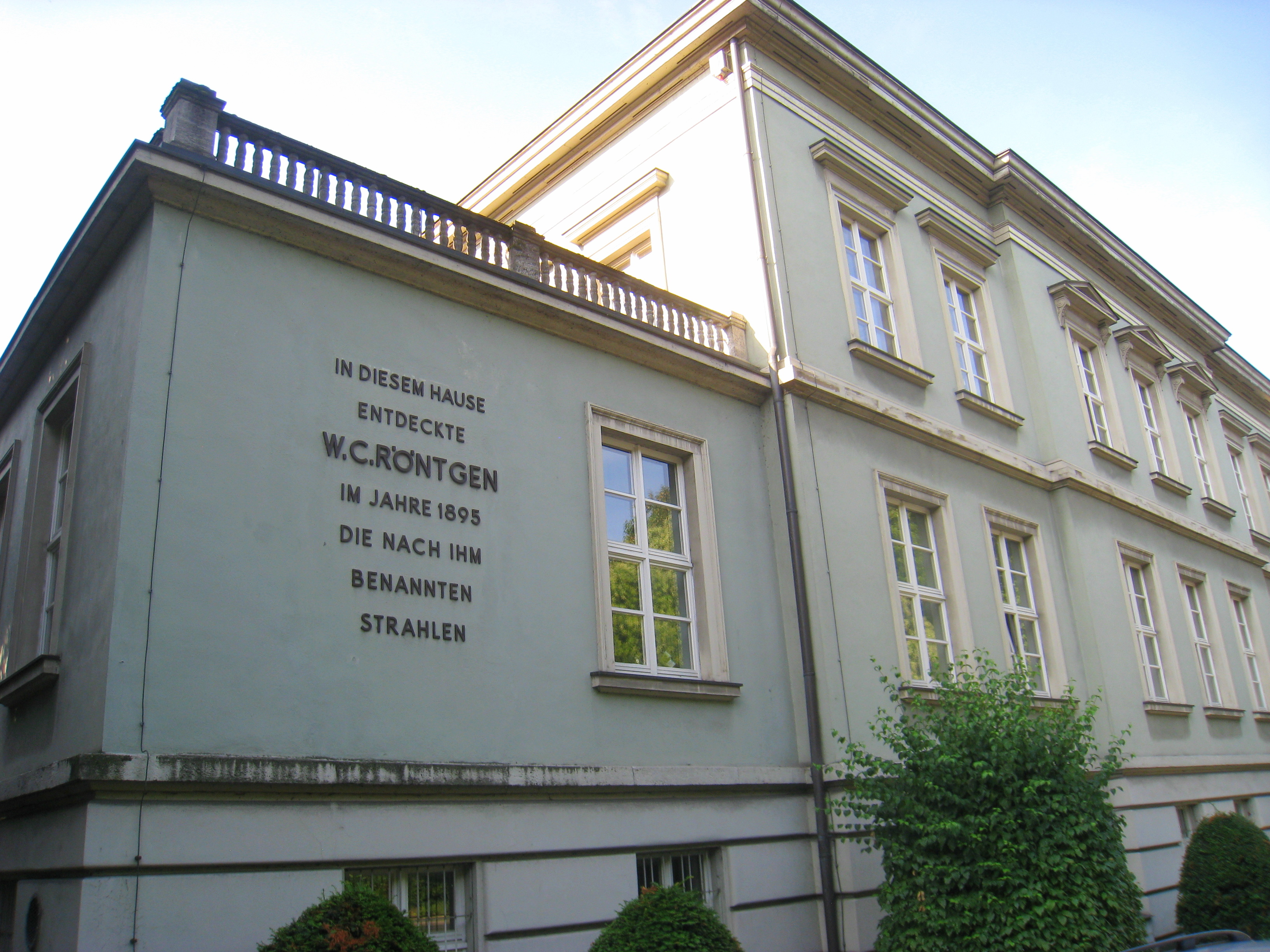
Röntgen-Gedächtnisstätte, Würzburg

Die Röntgen-Gedächtnisstätte in Würzburg würdigt das Werk des deutschen Physikers Wilhelm Conrad Röntgen (1845–1923) und seine mit dem ersten Nobelpreis für Physik gewürdigte Leistung der Entdeckung der Röntgenstrahlung mit einer Ausstellung historischer Instrumente und Apparate sowie Originaldokumenten.

## Lage

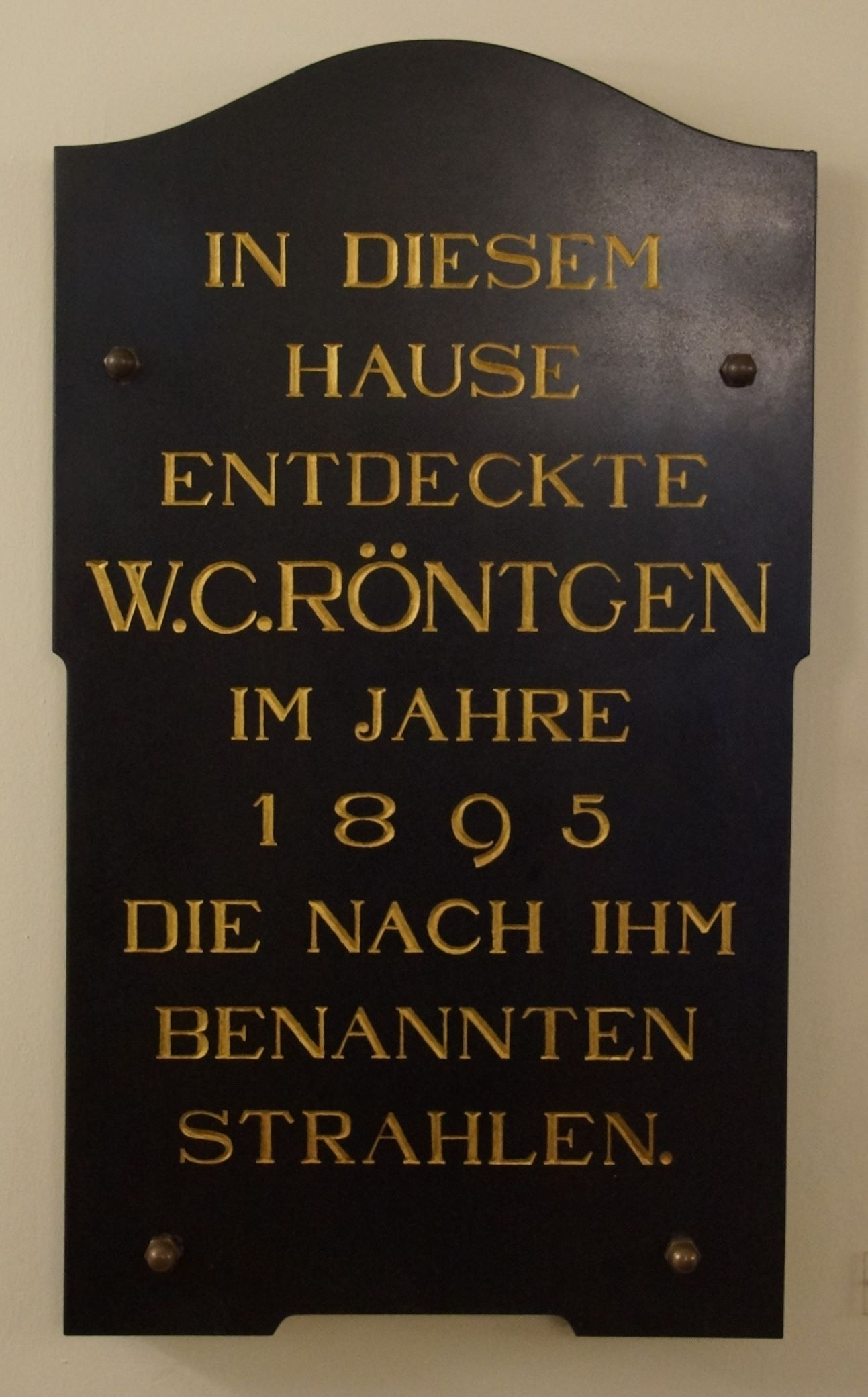
Gedenkstein in der Röntgen-Gedächtnisstätte

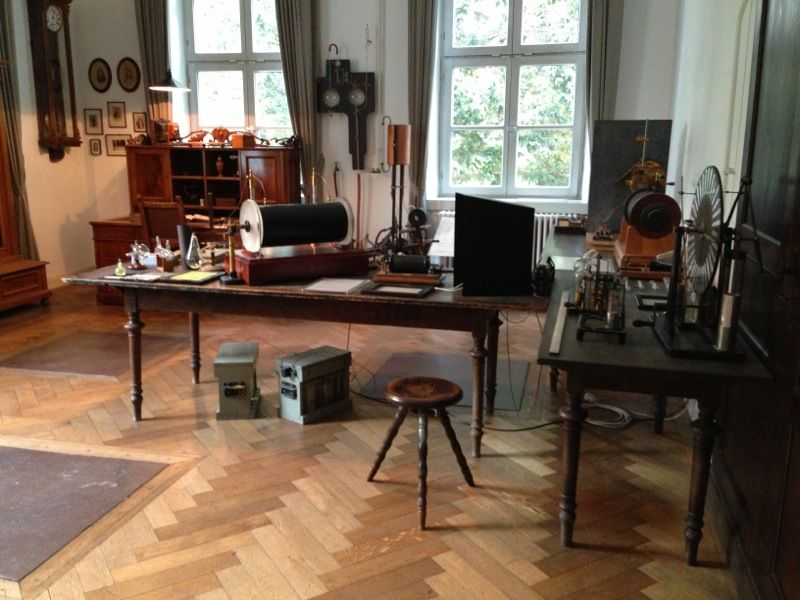
Labor

Die Röntgen-Gedächtnisstätte befindet sich in den Gängen und zwei Laborräumen des Erdgeschosses im ehemaligen Physikalischen Institut der Universität Würzburg am Röntgenring 8, in einem Gebäude, das heute von der Hochschule für angewandte Wissenschaften Würzburg-Schweinfurt genutzt wird. 1909 wurde der ehemalige „Pleicherring“, an dem das Haus liegt, Röntgen zu Ehren in „Röntgenring“ umbenannt.

## Geschichte
Am späten Freitagabend des 8. November 1895 entdeckte Röntgen in seinem Labor, nach eigenen Worten „als sich keine dienstbaren Geister mehr im Hause befanden“, die Materie durchdringenden Strahlen, denen er den Namen X-Strahlen gab. Seine Arbeit Über eine neue Art von Strahlen präsentierte er am 23. Januar 1896 bei einem Vortrag der Physikalisch-medizinischen Gesellschaft in Würzburg:

„Läßt man durch eine Hittorfsche Vakuumröhre oder einen genügend evakuierten Lenardschen, Crookesschen oder ähnlichen Apparat die Entladungen eines größeren Rühmkorffs gehen und bedeckt die Röhre mit einem ziemlich eng anliegenden Mantel aus dünnem, schwarzem Karton, so sieht man in dem vollständig verdunkelten Zimmer einen in die Nähe des Apparates gebrachten, mit Bariumplatinzyanür angestrichenen Papierschirm bei jeder Entladung hell aufleuchten, fluoreszieren, gleichgültig ob die angestrichene oder die andere Seite des Schirmes dem Entladungsapparat zugewendet ist. Die Fluoreszenz ist noch in 2 m Entfernung vom Apparat bemerkbar.“

Bei dieser Gelegenheit schlug der Anatom Albert von Kölliker vor, die Strahlen nach ihrem Entdecker zu benennen: Röntgenstrahlen.

## Ausstellungsstücke

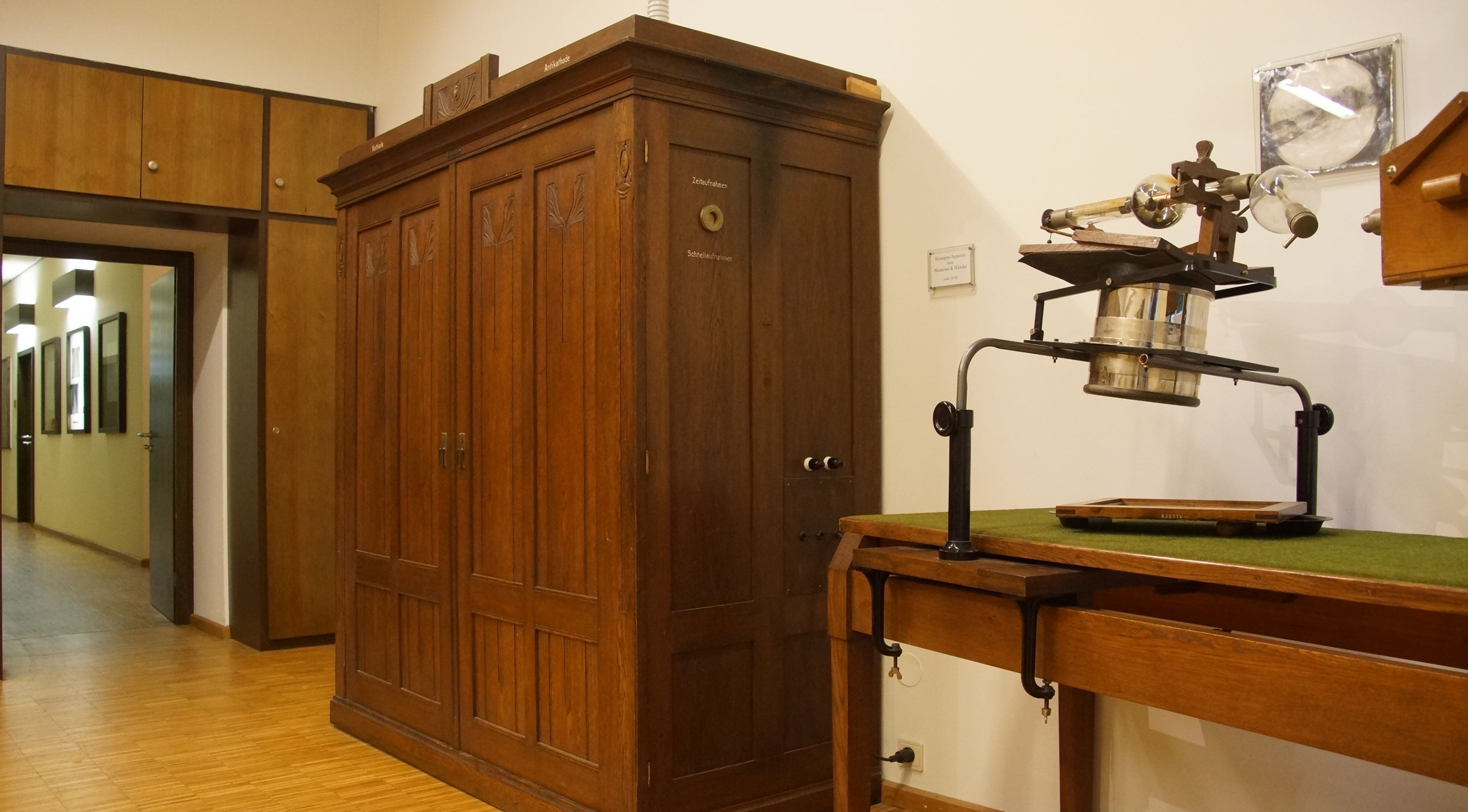
Röntgenapparat der Firma Siemens und Halske (um 1912)

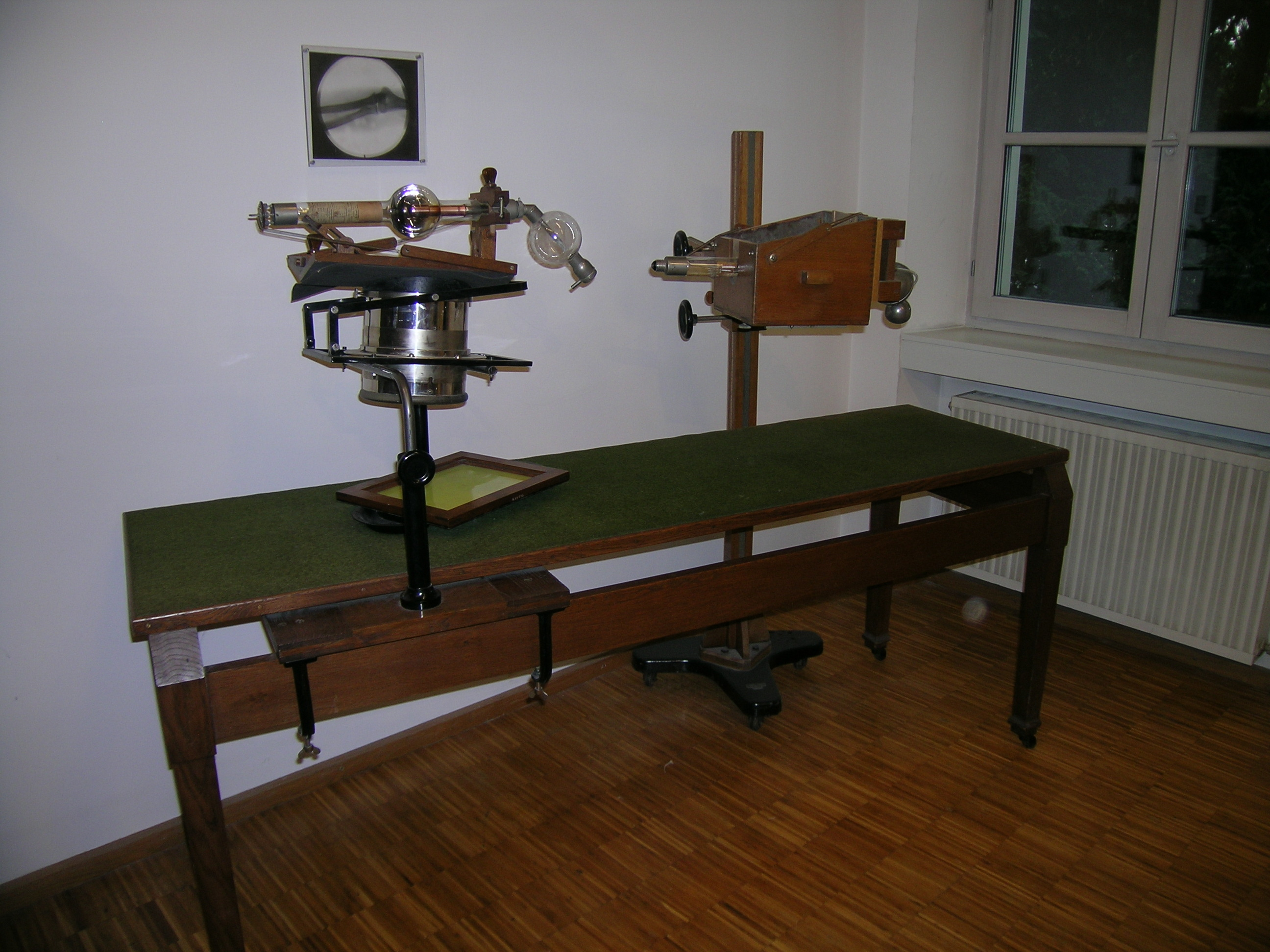
Zwei Röntgenröhren

Die Röntgen-Gedächtnisstätte gibt einen Einblick in die experimentelle Physik des ausgehenden 19. Jahrhunderts und zeigt neben der Entdeckungsapparatur den Aufbau eines Kathodenstrahlversuchs, der Basis Röntgens Entdeckung war, ebenso einen Durchleuchtungsversuch mit X-Strahlen sowie das historische Labor Röntgens. In einem weiteren Ausstellungsraum sind verschiedene Röntgenröhren, ein medizinischer Röntgenapparat von Siemens & Halske aus dem Jahr 1912 sowie mehrere Originaldokumente ausgestellt. Am Eingang stellt ein Film einen Abriss über die Gedenkstätte und Röntgens Arbeit vor. Im Gang sind einige persönliche Gegenstände Röntgens ausgestellt, um sein persönliches und historisches Umfeld zur Zeit der Entdeckung zu beleuchten.
Zum 120. Jubiläum im Jahr 2015 wurde das Ausstellungskonzeptes modernisiert.

## Kuratorium
Der Gemeinnützige Verein Kuratorium zur Förderung des Andenkens an Wilhelm Conrad Röntgen in Würzburg e.V. (kurz: Röntgen-Kuratorium Würzburg e.V.) fördert seit dem Dezember 1982 das Andenken an Wilhelm Conrad Röntgen am Ort seiner Entdeckung der Röntgenstrahlen durch die Ausgestaltung, Unterhaltung und Betreuung der Röntgen-Gedächtnisstätte. Die Röntgen-Gedächtnisstätte wurde am 7. November 1985 eröffnet.